# 堂島ホテル
堂島ホテル（どうじまホテル）は大阪府大阪市にかつて存在したホテル。また、堂島ホテル株式会社はホテルを運営・経営していた企業である。
堂島ホテルは建て替えられて、2021年（令和3年）以降、アロフト大阪堂島として営業している。

## 立地
大阪を代表する繁華街である梅田や北新地に程近い、四つ橋筋沿いのサントリーホールディングス本社隣接地に位置している。初代開業時、堂島という立地を選んだ理由について、大企業が所在するビジネス志向が強い地域性から、地域に根差したセールス活動ができる点を挙げている。

## 歴史

### 初代
1984年（昭和59年）10月、総工費30億円を投じ、地上12階地下1階建て・133の客室と7つの飲食施設を擁するホテルとしてオープンした。
堂島には米相場がかつて存在し、米は日本人の根底として存在するものという理由で、ロゴマークのモチーフは、実りの秋の象徴・稲穂。客室に装備された160チャンネルのBGMは、歌謡曲などに加え軍歌・潮騒・鳥の鳴き声・SL走行音なども用意し、BGMを聴くためだけに宿泊する客もいたという。
その後、四つ橋筋に面した用地を入手して敷地が拡張できた事に加え、関西国際空港の開港に伴い市場拡大が見込める事から、長期休業の上で改築が行われた。

### 2代目と経営の変転～終焉へ
1994年（平成6年）4月26日、改築を終えてインターナショナル堂島ホテルとして再オープンした。
敷地東側が四つ橋筋に面し、歴史的建造物が多く保存されている地域性や、豊臣秀吉が大坂に居を構えていた安土桃山時代は、イタリアではルネサンスからバロックへの移行期であった事などを踏まえ、ルネサンス様式を基本に現代感覚を取り入れた外観デザインとした。
水平及び垂直のラインと正円のアーチにより、軽快でありながら陰影のあるファサードデザインとし、柱のスパン割りとファサードの中心に生じたずれも無理には修正せず、入口からエントランスホールにかけてバロック建築の特徴を活かした空間に仕上げた。
開業時、ホールにはフランス・バカラ製のシャンデリアが吊り下げられていた。さらに、内装だけでなく外観を含めた全体デザインの調和を目指して、クロスや絨毯だけでなくレストランや宴会場の皿なども含めて特注品が用いられていた。
改築工事に伴う多額の負債を抱えて、事業主の日本都市計画は1999年に破産。この後、経営母体は変遷を続ける。
2000年（平成12年）にはチョイスホテルズインターナショナルの日本法人によりマークスGホテル大阪に、2003年（平成15年）にはセラヴィリゾートによりホテルアンビエント堂島に、2006年（平成18年）にはシンワオックスにより堂島ホテルとなり、2010年（平成22年）にはヴィーナス・ファンド（代表：安井淳一郎）が経営権を引き継いだ。
この間の2006年には、ロフト風の客室など、“オーセンティックモダン”をテーマに改装されている。2011年には婚礼事業が別会社による運営に移行、八芳園の協力で運営面の改善を進めていった。
2015年11月、ゴールドマン・サックスとウェルス・マネジメントがホテルの建物を取得。ユニバーサル・スタジオ・ジャパンにおける『ハリー・ポッター』エリア開業やインバウンド需要の影響もあり、業績面では持ち直していたものの、度重なる所有者の変遷が建物の老朽化を進める結果となり、経営が難しくなった事から2016年末で建物の賃貸借契約を終了する事を決定。同年12月27日の宴会およびレストラン営業をもって閉館した。

### アロフト大阪堂島
2017年（平成29年）にゴールドマン・サックスにより、三菱UFJリースの不動産投資子会社であるMULリアルティインベストメントと大阪市の不動産会社である片山工業が出資する株式会社合同会社アール・アンド・ケイが取得し、跡地は外資系ブランドの誘致も視野に宿泊型ホテルが計画され、2019年にマリオット・インターナショナルと契約を結びw:Aloft Hotels（もとはスターウッド・ホテル&リゾートが展開していたブランド）となることを発表。
2021年（令和3年）にサムティが合同会社アール・アンド・ケイの匿名組合事業出資持分を取得し、連結子会社化した。
2021年（令和3年）6月28日にアロフト大阪堂島としてオープンした。建物外観には旧ホテルのモチーフが継承されている。

## フロア構成（2代目）
- 地下2階 - スパ
- 地下1階 - 中国料理店、ウェディングドレス・衣装レンタル
- 1階 - エントランス、メインダイニング、パティスリー
- 2階 - フロント、ウェディングサロン
- 3～6階 - 宴会場
- 7階 - 日本料理・寿司レストラン、バー
- 8～13階 - 客室
- 14階 - チャペル

### 開業当初のフロア構成
- 地下2階 - 会員制フィットネスクラブ（プール・浴室）、従業員食堂
- 地下1階 - 会員制フィットネスクラブ（トレーニングジム）、居酒屋、店舗
- 1階 - エントランス、ロビー、喫茶ラウンジ、店舗
- 2階 - ロビー、フレンチレストラン、中国料理店
- 3～4階 - 宴会場
- 5階 - 厨房
- 6階 - 神殿、チャペル、写場、小宴会場、ブライダルサロン
- 7階 - 日本料理店、クラブ
- 8～14階 - 客室